# Dilar pallidus
Dilar pallidus är en insektsart som beskrevs av Nakahara 1955. Dilar pallidus ingår i släktet Dilar och familjen Dilaridae. Inga underarter finns listade i Catalogue of Life.